# Rafa Mir
Rafael Mir Vicente (Murcia, Espanha, 18 de junho de 1997), mais conhecido como Rafa Mir, é um futebolista espanhol que joga como atacante. Atualmente joga no Elche, emprestado pelo Sevilla.

## Carreira
Nasceu em Murcia, onde jogava seu pai em 1997, o ex-futebolista balear Magín Mir. Começou a jogar futebol de salão no time da localidade murciana pedanía onde vivia, Javali Nuevo. Assinado por ElPozo Murcia e sagrou-se campeão da Espanha com 120 gols.
O salto para o futebol chegou em alevino do Ranero CF. Marcou 57 golos no primeiro ano e 84 no segundo, chamando a atenção das pedreiras de vários clubes importantes. Rejeitou O Villarreal para assinar pela La Masía do FC Barcelona. Lá marcou 32 tantos que não lhe serviram para ficar.
O Cadete B do Murcia foi seu próximo destino. Os seus 45 golos chamaram a atenção do Valencia CF. O clube viajou para ver em directo à selecção nacional e não hesitou em muito interessado. O Murciano marcou 30 golos no cadete a campeão de taja, 21 no juvenil b treinado por Rúben Mora, outros 21 no juvenil a dirigdo por Rubén Baraja, e um no Valencia Mestalla de Curro Torres contra O Badalona, participando em três encontros com o filial valencianista no mês de março durante a temporada 2014/15.
A temporada 2015/16 a arranca no juvenil a de Miguel Ángel Angulo e estreou junto ao computador na UEFA Youth League, tornando-se um dos maiores artilheiros da competição. Perante a falta de golo do Valencia Mestalla de Curro Torres foi titular na 13 ª jornada contra o Villarreal B, mas não chegou a marcar. Com Jorge Mendes como agente e seguido de perto por olheiros de outras pedreiras como Espanyol, Sevilla, Real Madrid, Porto ou Ajax, O Valencia CF expandiu seu contrato por mais dois anos com uma cláusula de rescisão de 8 Mil milhões de euros.
O Técnico Nuno Espírito Santo, que deixou de contar com o atacante Álvaro Negredo e além disso Rodrigo estava lesionado, decidiu convocar o rafa mir com 18 anos para o jogo da 12 ª jornada da Liga contra Las Palmas mas não chegou a Estrear. Sim estreou poucos dias depois, com o primeiro computador valencianista sendo titular no Estádio Petrovsky no dia 24 de novembro de 2015, em jogo da Liga dos Campeões da UEFA contra o FC Zenit. O técnico português continuou convocándole para a 13 ª jornada em frente ao Sevilla, embora não teve minutos. O técnico interino, Voro, lhe convocou e pôs de titular em 2 de dezembro na ida dos dieciseisavos de final da Copa do Rei contra o Barakaldo em Lasesarre, embora não chegou a marcar. Com a mudança de técnico deixou de entrar em convites do primeiro grupo e voltou a brincar com o mestalla na 16 ª jornada contra o Barcelona B.

### Botafogo
Em julho de 2025, o atacante espanhol recebeu proposta oficial do Botafogo, então campeão da Libertadores e do Campeonato Brasileiro de 2024. Para fechar com o Glorioso, Rafa Mir pediu € 4 milhões por ano (aproximadamente R$ 25,4 milhões) por um contrato de dois anos e meio. Com a pedida, considerada alta, o Botafogo se retirou da negociação.

## Seleção
Foi convocado pela primeira vez com a seleção sub-19 dirigido por Luis da fonte em 24 de novembro de 2015, mas, ao ser convocado pelo primeiro equipamento do Valência para disputar a ida dos dieciseisavos de final da Copa do Rei decidiu aproveitar esta oportunidade e não foi com a seleção.
Rafa foi convocado pela Seleção Espanhola para a disputa dos Jogos Olímpicos de 2020.

## Títulos
Wolves
- EFL Championship: 2017–18

Huesca
- Segunda Divisão Espanhola: 2019–20

Sevilla
- Liga Europa da UEFA: 2022–23

Espanha
- Campeonato Europeu Sub-21: 2019